# 캐서린 트루도

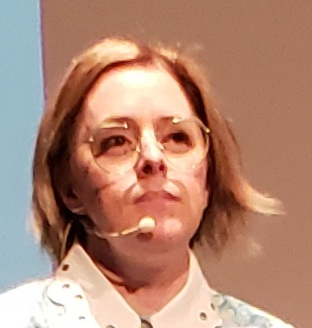

캐서린 트루도(Catherine Trudeau, 1975년 5월 4일 ~ )는 캐나다의 배우이다.

## 영화
- 앙드레 마티유 (2010년)
- 오로라 (2005년)
- 호첼라가 (2000년)